# Reiko Momochi
Reiko Momochi (ももち麗子, Momochi Reiko) est une mangaka née à Tokyo. Connue pour ses œuvres qui abordent des problématiques sociales, elle a principalement dessiné pour le compte de la maison d'édition Kōdansha dans le domaine du shōjo manga.

## Biographie
Dans sa jeunesse, Reiko Momochi est fascinée par les albums illustrés, avant de découvrir les dessins animés et enfin les mangas, ce qui la pousse dans le monde du dessin. Après avoir hésité entre devenir illustratrice, animatrice ou mangaka, elle opte pour la troisième solution, inspirée par les œuvres de Waki Yamato, Yū Koyama ou encore Mitsuru Adachi.
Elle commence sa carrière de mangaka en publiant des histoires d'amour légères, mais à 25 ans, après quatre ou cinq ans de carrière, l'autrice remarque une augmentation des affaires de harcèlement moral ou sexuel dans les écoles japonaises, qui finissent souvent par un suicide. Ces histoires interpellent Momochi qui décide d'abandonner les histoires légères pour se concentrer sur les problématiques rencontrées par les adolescentes ; elle commence en 1998 à publier dans le magazine Dessert de Kōdansha la série Mondai teiki series (en), une collection d'histoires courtes qui aborde différents thèmes comme le harcèlement, le suicide, le viol, les drogues, les maladies sexuellement transmissibles, le vol à l'étalage ou encore la prostitution,. L'œuvre est un véritable succès malgré son aspect controversé ; elle se vend à plus de six million d'exemplaires et plusieurs histoires sont adaptées pour la télévision.
L'autrice trouve la figure de l'adolescente intéressante, et continue de l'exploiter dans ses autres œuvres, notamment Daisy : Lycéennes à Fukushima, qui traite de l'accident nucléaire de Fukushima de 2011 par le biais de lycéennes qui subissent les conséquences de la catastrophe.
En 2017, Momochi reprend sa série Mondai teiki series, mais sous l'angle des femmes adultes ; pour l'occasion, cette nouvelle série intitulée Otona no mondai teiki series est publiée dans le magazine Kiss de Kōdansha.

## Œuvre
- Mondai teiki series (en) (問題提起シリーズ?), Dessert, 1998-2008 :
  - Itami (いたみ?) ;
  - Himitsu (ひみつ?) ;
  - Memai (めまい?) ;
  - Uwasa (うわさ?) ;
  - Namida (なみだ?) ;
  - Tobira (とびら?) ;
  - Deai (であい?) ;
  - Kizuna (きずな?) ;
  - Kokoro (こころ?) ;
- Kami-sama ni Misutereta 20 Hiai (神様に見捨てられた20日間?), Dessert, 2005 ;
- Double je (いのち, Inochi?), Dessert, 2008-2010, édité en 2015 par Akata en France ;
- Tomodachi Gokko (トモダチごっこ?), Dessert, 2011-2012 ;
- Daisy : Lycéennes à Fukushima (デイジー ～3.11 女子高生たちの選択～, Daisy - 3.11 Joshikouseitachi no Sentaku?), Dessert, 2012-2013, édité en 2014 par Akata en France ;
- Jinx!!! (ジンクス!!!?), Dessert, 2013 ;
- Tokenai koi to chocolate (とけない恋とチョコレート?), Dessert, 2016 ;
- Otona no mondai teiki series (大人の問題提起シリーズ?), Kiss, 2017- :
  - Kawaki (かわき?) ;
  - Moi aussi (さけび, Sakebi?), édité en 2020 par Akata en France.